# Syagrii
Famille importante de l'aristocratie gallo-romaine de l'Antiquité tardive, les Syagrii ont été présents dans toute l'histoire de la Gaule du IVe siècle au VIIIe siècle.
La gens trouve peut-être son origine avec Postumus Suagrus, qui fut préfet de Rome en 275, et dont le nom ou surnom serait d'origine gauloise, composé du préfixe su- "bon" et du terme agro- "bataille, carnage". Sont également attestées dans l'épigraphie latine de Gaule les formes onomastiques Suagrius et Syagrius.

## Historique
Les deux premiers membres importants de la famille, bien que l'on ne sache pas bien quels sont leurs rapports entre eux, sont Flavius Syagrius et Flavius Afranius Syagrius, qui eurent de belles carrières politiques et qui furent consuls respectivement en 381 et 382. Flavius Afranius Syagrius devint peut-être même le beau-frère de Théodose, Aelia Flacilla étant la sœur d'un des consuls de 382. Son petit-fils Tonantius Ferreolus, fut un personnage important mais sa carrière resta circonscrite à la Gaule, dont il fut préfet du prétoire en 451-452. Les généalogistes carolingiens en ont fait un ancêtre de Charlemagne.
Syagrius, le chef romain de la Gaule du nord vaincu par Clovis à Soissons, appartenait sans doute également à cette famille ainsi que son père Ægidius, peut-être époux d'une Syagria.
Après eux, les Syagrii s'intégrèrent aux royautés barbares. On en retrouve plusieurs, à diverses époques, certains dans l'entourage des rois et des seigneurs, certains évêques, jusqu'à la fin des mérovingiens. Le premier d'entre eux fut sans doute au Ve siècle le Syagrius correspondant de Sidoine Apollinaire, spécialiste du droit et des lois, qui apprit la langue germanique et alla se mettre au service du roi burgonde, et qui fut surnommé un peu ironiquement par Sidoine le Solon des Burgondes.

## Personnalités
Bernard Bligny mentionne notamment comme membres de cette famille, issus de la branche des Hesychii :
- Isice Ier, métropolitain de Vienne (v.475-490),
- Avit, métropolitain de Vienne, fils du précédent,
- Apollinaire, évêque de Valence, frère du précédent,
- Isice II, métropolitain de Vienne (v.549-565),
- Siacre Ier, évêque de Gratianopolis (Grenoble) (v.552-570),
- Isice Ier, évêque de Grenoble (v.573-601/8),
- Siacre II, évêque de Grenoble (v.614-626),
- Isice II, évêque de Grenoble (v.690).